# Стрільба

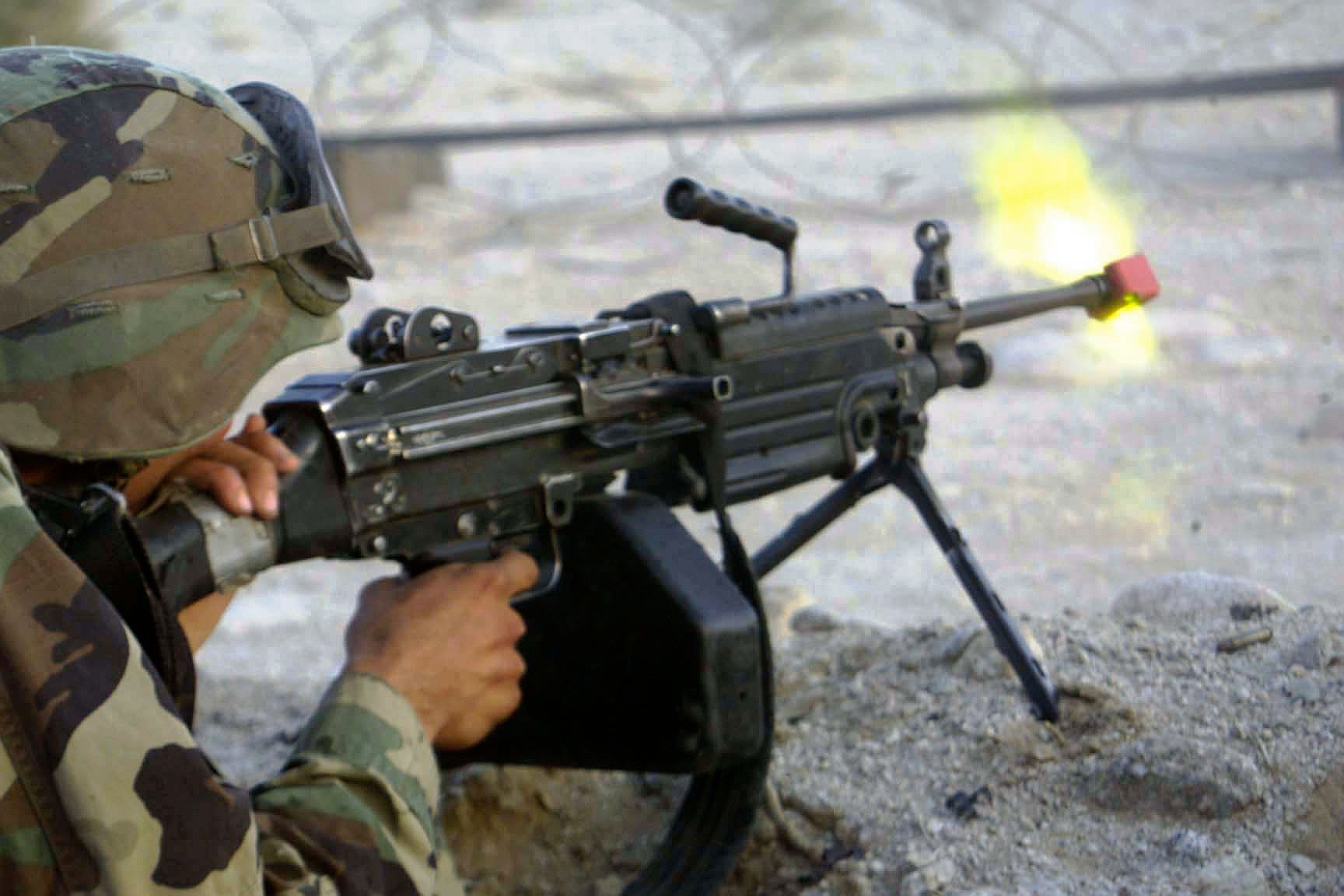
Морський піхотинець КМП США веде вогонь з ручного кулемету М249

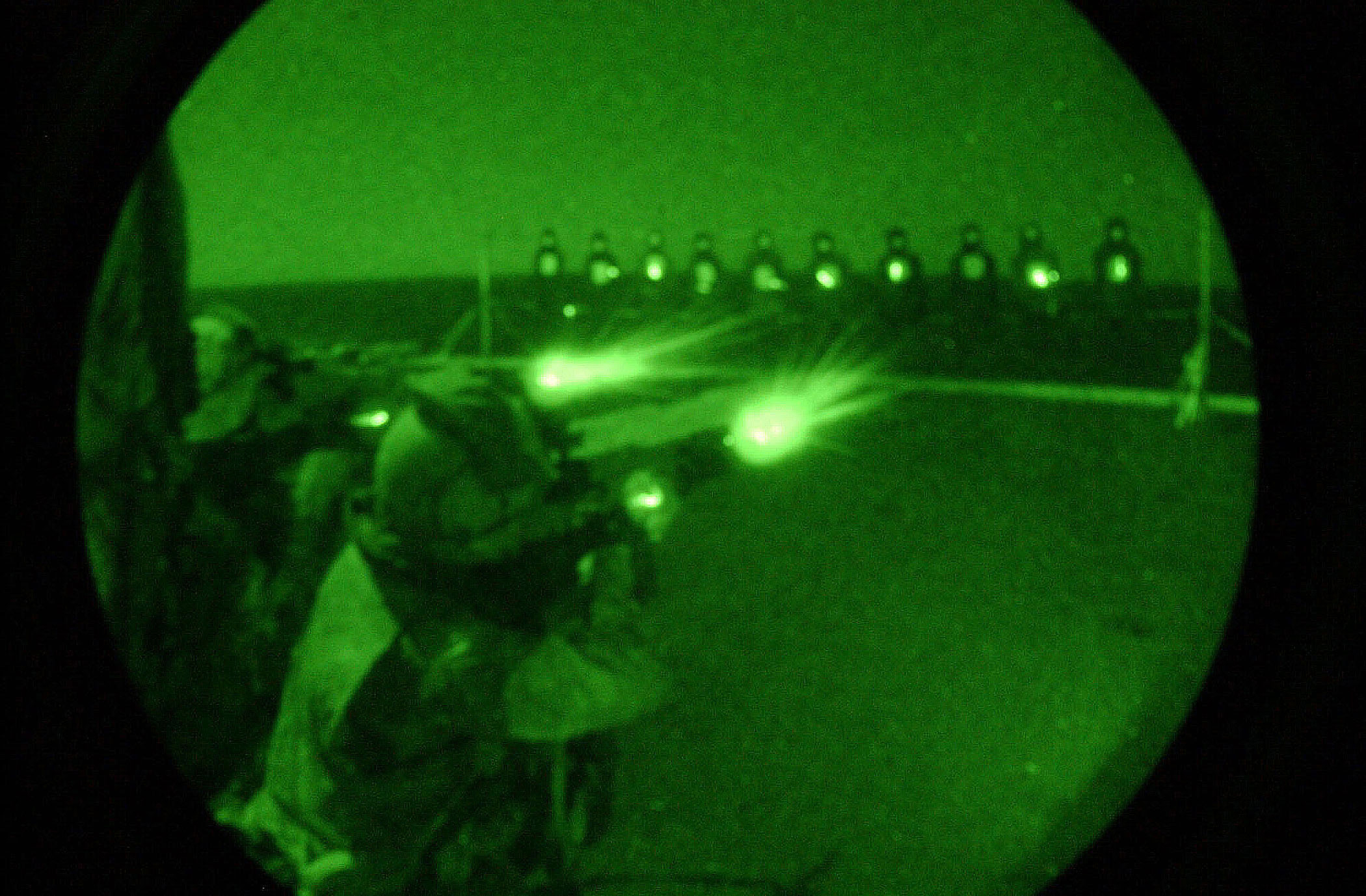
Нічна стрільба на борту універсального десантного корабля USS «Батаан»

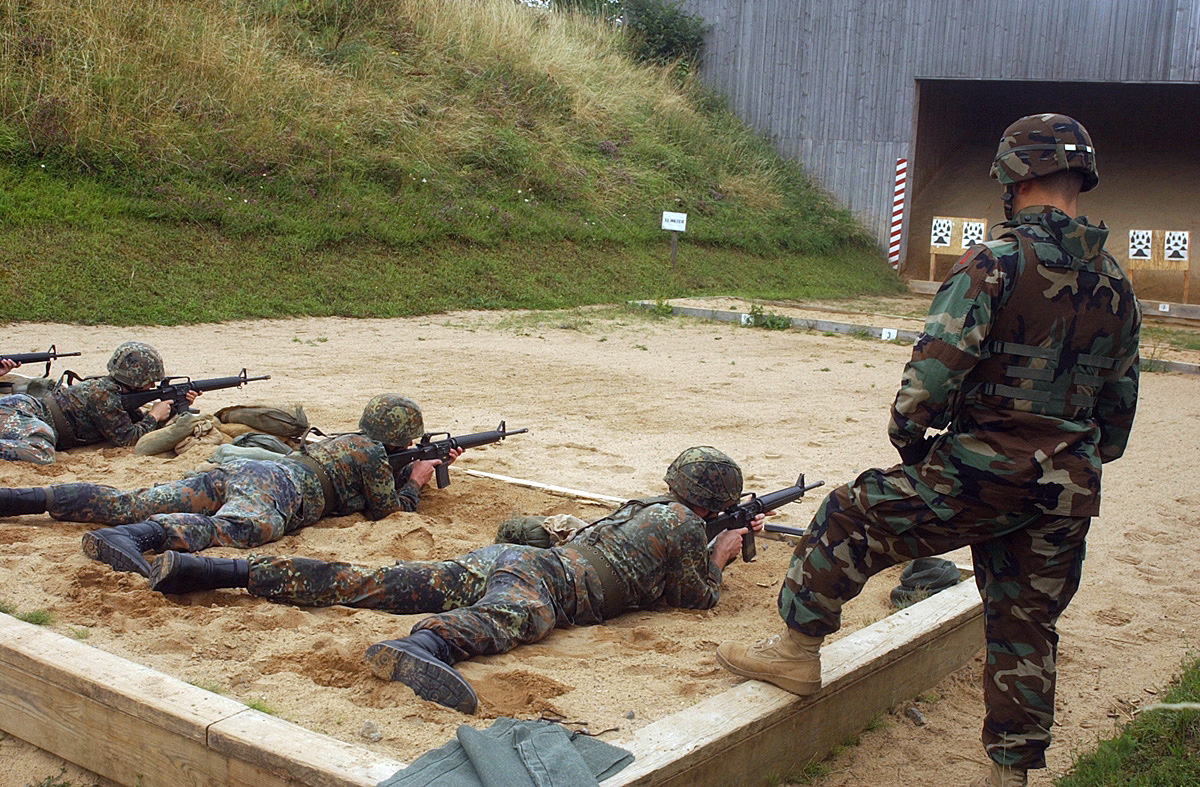
Заняття з вогневої підготовки з особовим складом німецької армії

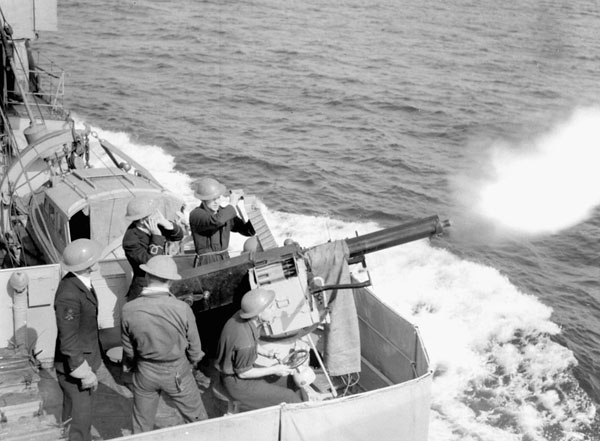
Стрільба корабельної зенітної артилерії

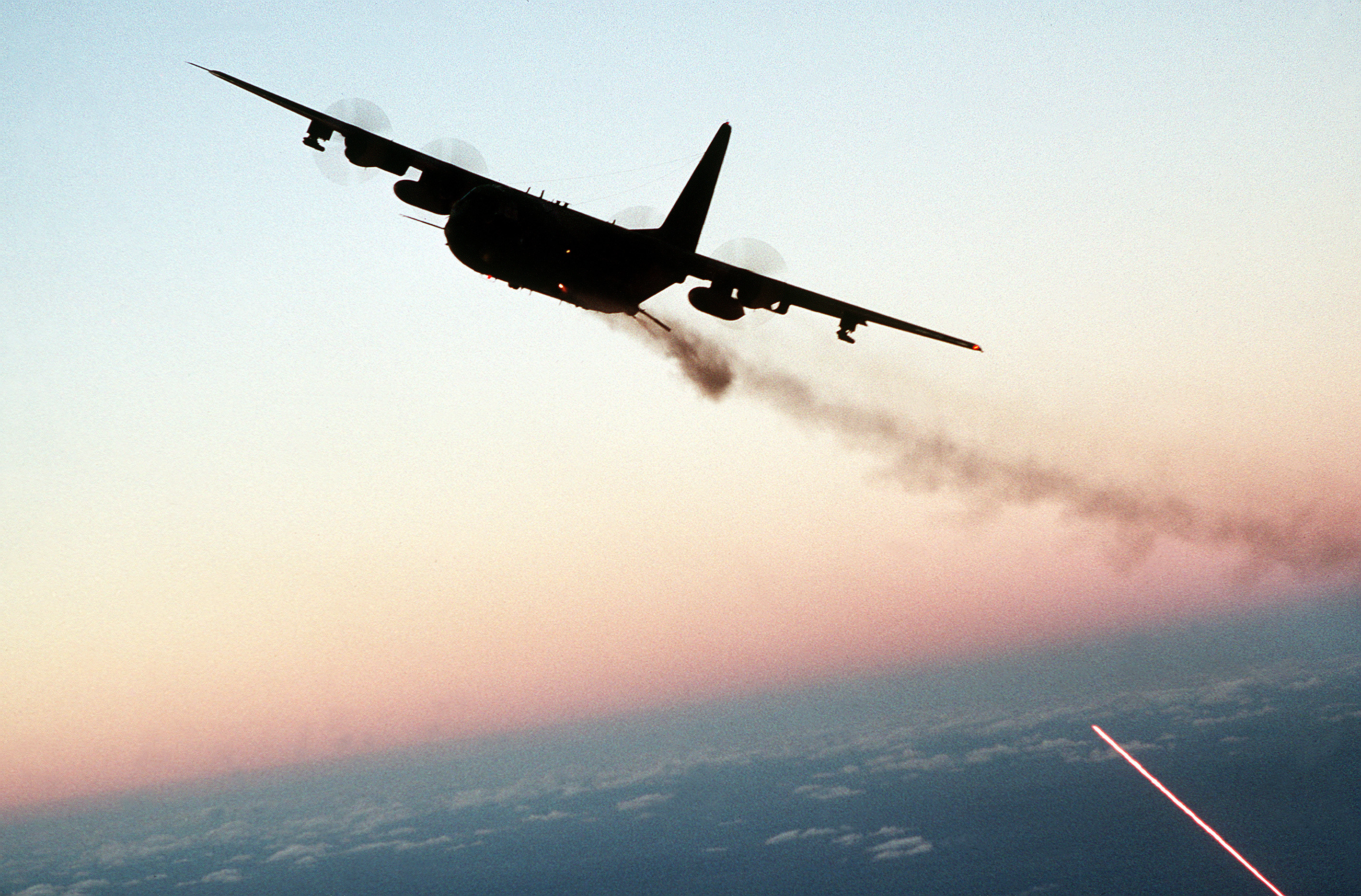
Ведення вогню з борту літака AC-130 «Spectre»

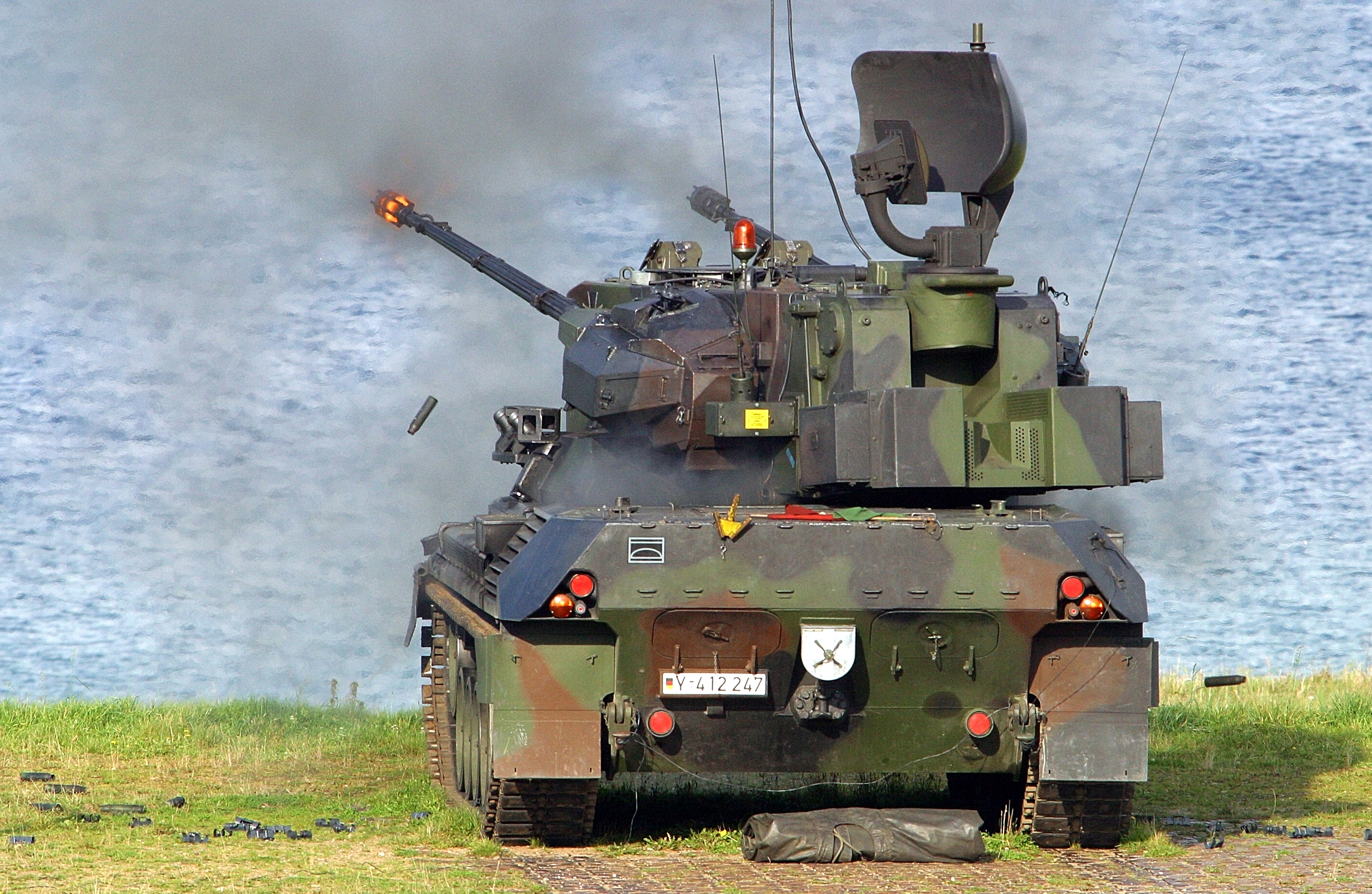
Стрільба зенітної самохідної установки «Гепард». Німеччина

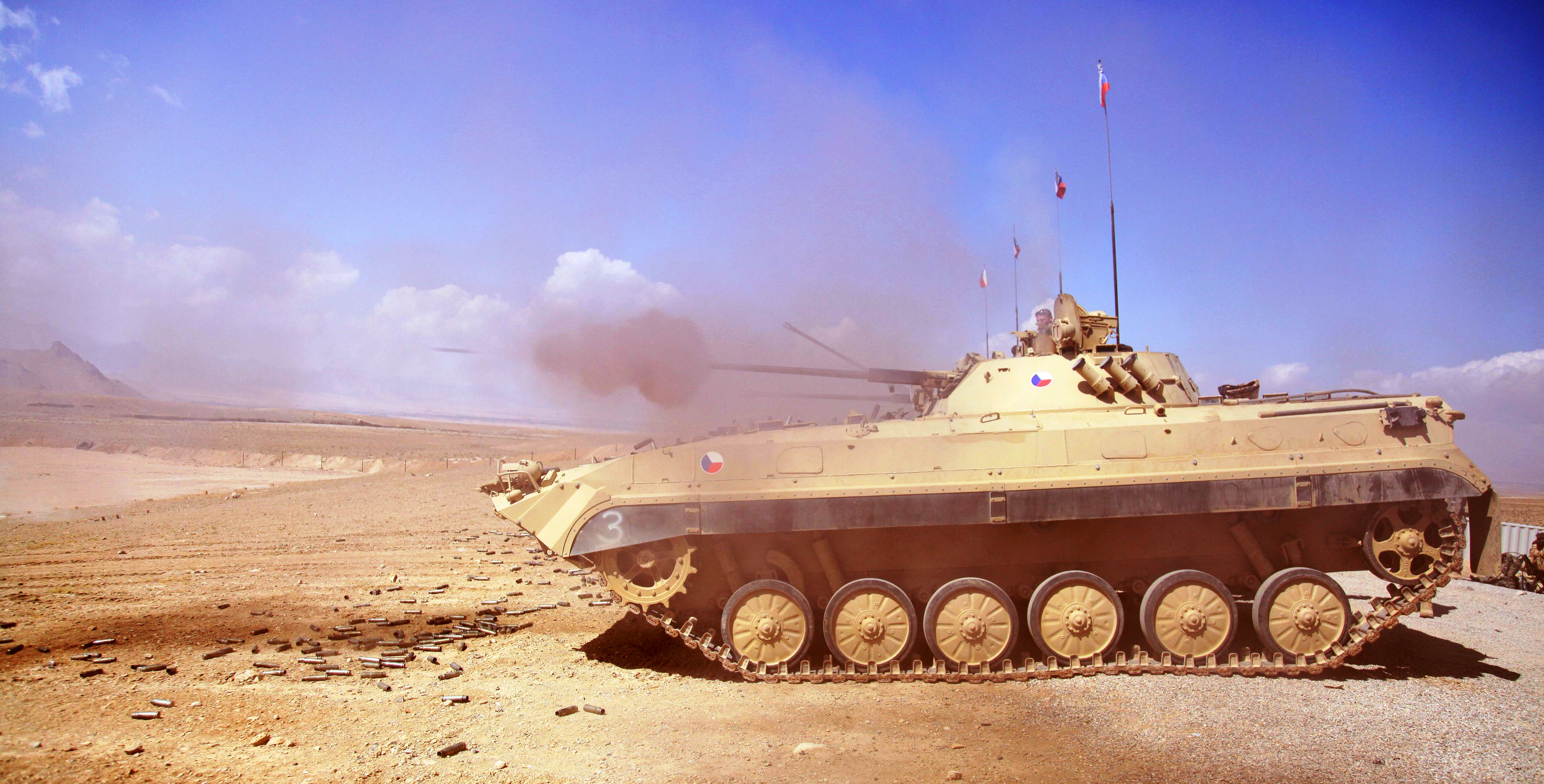
Стрільба чеської БМП-2. Афганістан

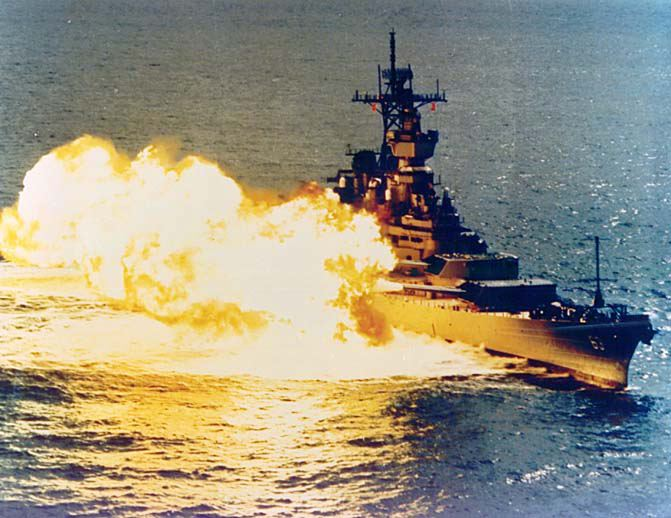
Повний залп з борту лінкора Міссурі

Стрільба́ — ведення вогню з різних видів зброї. Терміном «стрільба» позначають також наукову дисципліну, яка розробляє теорію стрільби і предмет бойової підготовки. Також «стрільбою» називають стрілецький спорт і його дисципліни — кульова стрільба, стендова стрільба тощо.

## Поняття
Стрільбу підрозділяють на бойову стрільбу, навчальну стрільбу, а також спортивну стрільбу. Для відпрацювання способів бойового застосування артилерійських, танкових та інших підрозділів (частин), уточнення і вдосконалення правил стрільби, забезпечення експериментальних робіт і випробувань зразків зброї, проводиться дослідна стрільба та випробувальна стрільба. З метою показу зразкового виконання вогневих завдань, правильної організації і проведення стрільби, а також бойового застосування і дії нових зразків зброї і боєприпасів проводиться показна стрільба.
Стрільба з кожного виду зброї має свої особливості, які відбиваються в теорії стрільби, а також у відповідних правилах стрільби і настановах. Загальною основою теорії стрільби різних видів зброї є балістика і теорія ймовірностей.
У поняття «стрільба» зазвичай включають підготовку стрільби і стрільба на ураження цілі. В артилерії, окрім зенітної, а також при стрільбі з танків може проводитися пристрілка.

### Стрільба із стрілецької зброї
Стрільба із стрілецької зброї і гранатометів ведеться, як правило, по живій силі противника, по повітряних, броньованих (з гранатометів і великокаліберних кулеметів) цілях.
Стрільба може вестися лежачи, з коліна, сидячи, стоячи (з руки або упору), на ходу без зупинки або з короткої зупинки, через бійниці БМП (БТР) або поверх борту автомобіля, через оглядове вікно або вхідні двері вантажної кабіни вертольота. Поправки на боковий вітер і на фланговий (косий) рух цілі і своєї машини враховуються установкою целіку або винесенням точки прицілювання.
Стрільба з автоматичної зброї здійснюється в режимі поодинокого вогню, короткими (2—5 пострілів) або довгими (5—30 пострілів) чергами і безперервним вогнем, а з самозарядних гвинтівок та карабінів — поодинокими пострілами. Стрільба по групових цілях ведеться з розсіюванням куль по фронту і глибині цілі. Стрільба по цілях, що рухаються під кутом до плоскості стрільби, ведеться способом супроводу [зброя переміщається у бік руху цілі, і у момент правильного наведення робиться постріл (черга)] або способом вичікування (той, що стріляє прицілюється в точку, що попереджує, і з наближенням до неї цілі робить постріл).
По повітряних цілях стрільбу, як правило, веде відділення (взвод) загороджувальним способом (вогонь зосереджується на напрямі польоту літака, що наближається). По повітряних цілях (вертольотам, парашутистам), що летять повільно, стрільба ведеться способом супроводу. Станкові кулемети можуть вести кинджальний вогонь (вогонь, що раптово відкривається, впритул) і стрільбу в проміжки, із-за флангів і поверх своїх підрозділів. Стрільба з ручних і станкових протитанкових гранатометів зазвичай ведеться по броньованих цілях. З деяких станкових гранатометів можна вести вогонь осколковою гранатою.
Стрільба із стрілецької зброї, встановленої на БТР і БМП, ведеться з місця, з коротких зупинок і з ходу по правилах стрільби з танків.

### Стрільба артилерії

#### Стрільба наземної артилерії
Стрільба наземної артилерії ведеться для поразки живої сили, вогневих засобів, танків, надводних цілей, руйнування оборонних споруд, дистанційного мінування, світлового забезпечення, задимлення (засліплення) противника, а також поширення агітаційних матеріалів. Підготовка стрільби включає: розвідку і визначення координат цілей, організацію зв'язку, топогеодезічну прив'язку, метеорологічну, технічну, балістичну підготовку стрільби і визначення установок для стрільби. Стрільба ведеться із закритих вогневих позицій або прямим наведенням. Снаряд, заряд, детонатор, вид траєкторії снаряда вибирають виходячи з характеру цілі, дальності, завдання і умов стрільби на ураження.
За способом дії снаряда на ціль розрізняють стрільбу:
- снарядами з ударними (контактними) детонаторами — ураження завдається при ударі снаряда о ціль (ґрунт, перешкоду);
- снарядами з дистанційними (неконтактними) детонаторами — ураження завдається при розриві снарядів у заданій точці траєкторії;
- рикошетну — ураження завдається при розриві снарядів у повітрі після рикошету.

По виду траєкторії розрізняють стрільбу:
- настильну (траєкторія полога, кут піднесення до 20°) — для ураження цілей прямим наведенням, руйнування оборонних споруд;
- навісну (траєкторія крута, кут піднесення до 45°) — для виконання різних вогневих завдань, в тому числі руйнування окопів і траншей;
- мортирну (траєкторія крута, кут піднесення більш 45°) — по живій силі і вогневих засобах на зворотних скатах висот, в ярах тощо, а також для руйнування бойових покриттів оборонних споруд.

Установки для стрільби визначають на основі:
- повної підготовки (основний спосіб);
- даних пристрілювальних гармат, що призначаються для пристрілки реперів, перенесення вогню;
- пристрілки цілі та
- скороченої підготовки.

При повній підготовці, використанні даних пристрілювальних гармат і перенесенні вогню відкривають раптовий вогонь на ураження цілі (без пристрілки). При скороченій підготовці, як правило, потрібна пристрілка. Стрільба на поразку цілі ведеться гарматою, взводом, батареєю, дивізіоном або декількома дивізіонами. Обстріл цілі ведеться одиночними пострілами, методичним вогнем, швидким вогнем, залпами, на одній або декількох установках прицілу і кутоміра, при зосередженому веєрі або по ширині цілі.
Контроль стрільби на поразку полягає у визначенні відхилень розривів снарядів від цілі та введенні коректур. Стрільба на поразку окремих рухомих надводних цілей ведеться стосовно правил стрільби берегової артилерії. Стрільба прямим наведенням ведеться для поразки атакуючих танків (БМП, БТР) і піхоти, надводних цілей, відкрито розташованої живої сили і вогневих засобів, руйнування оборонних споруд. Наведення гармат здійснюється безпосередньо в ціль, при стрільбі по рухомих цілях враховуються поправки на переміщення цілі. Стрільба протитанковими керованими ракетами найбільш ефективна по цілях, що підносяться над землею; вогневі позиції для них вибираються з врахуванням мінімальної дальності стрільби, а для ураження надводних цілей, крім того, з розрахунком мати перевищення над рівнем водної поверхні.

#### Стрільба берегової артилерії
Стрільба берегової артилерії ведеться в цілях поразки надводних кораблів (катерів), транспорту, десантно-висадочних засобів противника, в окремих випадках і наземних цілей. Для стрільби по одній морській цілі залучається від однієї до трьох батареї. Стрільба ведеться прямим наведенням (характерна для берегової артилерії малого калібру) або з закритих вогневих позицій.
Підготовка стрільби поділяється на попередню, яка включає технічну, балістичну і метеорологічну підготовку і остаточну, яка полягає у визначенні вихідних даних для стрільби. При цьому визначаються і вводяться в прилади управління стрільбою (ПУС) координати цілі (дальність і азимут), параметри її руху (величини зміни відстані і пеленгу, або бічне переміщення), поправки на відхилення від табличних умов стрільби. ПУС вирішують задачу зустрічі снаряда з ціллю і видають на гармату кути вертикального і горизонтального наведення.
В залежності від застосування технічних засобів остаточна підготовка стрільби може бути повною, скороченою або окомірною. Пристрілка ведеться до здобуття установки прицілу, азимута і величини зміни відстані з точністю, достатньою для переходу на ураження цілі. Стрільба на поразку ведеться залпами з 3—4 гармат з максимальним темпом, допустимим по технічній скорострільності або режиму вогню. Стрільба по наземних цілях ведеться по правилах стрільби наземної артилерії.

#### Стрільба корабельної артилерії
Стрільба корабельної артилерії ведеться по морських, повітряних і берегових цілях. Підготовка стрільби розділяється на попередню і остаточну. Вихідні дані для стрільби включають: дальність до цілі, курс і швидкість її руху, розрахунок ВІР, прицілу і целіку для першого залпу. При повній остаточній підготовці стрільби ведеться на ураження цілі без пристрілки; при скороченій і окомірній — після пристрілки.

### Стрільба по повітряних цілях
Стрільба по повітряних цілях зенітна артилерія веде основним способом (на супровід), при неможливості точного виміру координат і параметрів цілей артилерія середнього і крупного калібру веде загороджувальний вогонь. Стрільба по берегових цілях ведеться на основі даних артилерійської розвідки. При стрільбі по спостереженій береговій цілі для наведення гармат використовуються допоміжні точки наведення. Коректування вогню корабля здійснюється з постів коректувань корабельних, літакових (вертолітних), морської піхоти або з військових наземних ПУ. На ефективність стрільби істотно впливає вибір способу маневрування корабля під час стрільби.
Стрільба зенітними керованими ракетами (ЗКР) і зенітної артилерії (ЗА) по повітряних цілях ведеться підрозділом. Підготовка стрільби розділяється на попередню і безпосередню.
Попередня підготовка включає балістичну, метеорологічну і топографічну підготовку (визначення зсуву гармат відносно точки стояння визначника координат цілі).
Безпосередня підготовка полягає у визначенні характеру і параметрів руху цілі, наявності, вигляду і інтенсивності перешкод, а також у виборі способу стрільби, режиму роботи комплексу, методу наведення, потрібної кількості пусків ракет, моменту відкриття і виду вогню. Вогонь відкривається із розрахунку зустрічі перших ракет (снарядів) з ціллю на дальньому кордоні зони ураження. Для поразки цілі можуть застосовуватися одиночні і групові пуски ЗКР. ЗКР наводяться на ціль автоматичною системою телекерування або самонаведення, яка безперервно враховує взаємне положення ЗКР і цілі, виробляє і передає на борт ракети команди наведення. По цих командах ракета у польоті стримується на траєкторії, що забезпечує пряме влучення в ціль або зближення з нею на відстань, при якій ціль уражалася осколками або фугасною дією розриву бойової частини. У зенітно-ракетних комплексах з самонаведенням після захвату цілі голівка самонаведення автоматично супроводжує ціль. Спосіб супроводу цілі, метод наведення ЗКР, ділянка курсу цілі, де стрільба найбільш ефективна, визначаються залежно від можливості захвату, стійкості супроводу, дальності до цілі та інших чинників.
Стрільба зенітної артилерії ведеться в основному з приладом управління артилерійським зенітним вогнем (ПУАЗВ), який обчислює установки азимута, кута піднесення, дистанційного детонатора і видає їх на гармату. Завдання зустрічі зенітних артилерійських снарядів з ціллю вирішується шляхом безперервного визначення геометричних координат точки, що попереджує, до якої снаряд і ціль рухаються один і той же час, відлічуваний від моменту пострілу. Стрільба зенітної артилерії може також вестися прямим наведенням за допомогою автоматичного зенітного приладу і методом загороджувального вогню. Для обстрілу цілі можуть застосовуватися короткі і довгі черги снарядів малого калібру, залпи з певним темпом і безперервний вогонь гармат середнього та великого калібру.

### Стрільба з танків
Стрільба з танків ведеться з ходу (основний спосіб під час атаки і контратаки), з коротких зупинок, із зупинки та з місця. Стрільба з танкових гармат ведеться, як правило, прямим наведенням. На кожній короткій зупинці робиться один постріл з гармати або декілька черг з кулемета. Стрільба з коротких зупинок і з місця по рухомих цілях ведеться способом супроводу або вичікування цілі. При стрільбі із зупинки робиться декілька пострілів з гармати до ураження цілі. Стрільба танковим взводом (ротою) прямим наведенням ведеться по групових цілях (скупчення противника, артилерійської батареї тощо), а також окремих важливих цілях (ракетні установки, протитанкові гармати тощо). Стрільба на великі дальності (понад 2500 м) підрозділу ведуть лише з місця. При необхідності танкові підрозділи можуть вести стрільбу із закритих вогневих позицій.

### Стрільба торпедна
Стрільба торпедна по морських цілях полягає в занятті розрахункової позиції залпу і у виробництві залпу з дистанції і в напрямі, що забезпечують зустріч торпеди з ціллю. При стрільбі по нерухомій цілі торпеда вистрілюється в напрямі на ціль, по рухомій цілі — під кутом до напряму на ціль у бік її руху (кутом попередження), який визначається з врахуванням курсового кута цілі, швидкості руху і курс корабля і торпеди до їх зустрічі в точці, що попереджує. Дистанція стрільби визначається з врахуванням граничної дальності ходу торпеди. Враховуючи можливі помилки у визначенні курсу і швидкості цілі, стрільба ведеться, як правило, залпом з декількох торпед, що вистрілюються по траєкторіях, що розходяться, створюючих т.з. сектор стрільби, що забезпечує перекриття відповідної площі водної поверхні в пересічені з певним курсом цілі. Для цього ж може застосовуватися стрільба з тимчасовим інтервалом шляхом послідовного випуску торпед у залпі з паралельним їх ходом. Сектор стрільби і тимчасові інтервали визначаються з розрахунком забезпечити зустріч з ціллю хоч би однієї торпеди. Імовірність попадання збільшується при стрільбі торпедами, що маневрують або самонавідні. Додання торпеді необхідного напряму руху здійснюється наведенням рухливими торпедними апаратами, наведенням кораблем або дистанційним введенням в гіроскопічні прилади торпед заданого кута повороту після їх вистрілювання. Стрільба може вестися одиночним кораблем і групою кораблів. Підводні човни здійснюють лише поодиноку стрільбу.

### Стрільба протичовновою зброєю
Стрільба протичовновою зброєю — застосування протичовнових ракет, ракет-торпед, торпед і глибинних бомб для ураження підводних човнів. Стрільбу можуть здійснювати надводні кораблі, підводні човни, протичовнові літаки і вертольоти. Вибір вигляду протичовнової зброї залежить від положення підводного човна противника, можливостей і тактичних властивостей зброї і його носіїв. Стрільба по підводному човну, що маневрує ведеться в місце цілі, що попереджує, яке розраховується з врахуванням курсу, швидкості і глибини занурення підводного човна. Стрільба здійснюються в процесі одиночної або групової атаки носіїв протичовнової зброї. Одиночні атаки виконуються протичовновими підводними човнами, літаками і надводними кораблями на першому етапі спільної атаки або при неможливості її організувати. Протичовнові підводні човни і літаки, як правило, завершують атаку послідовним застосуванням своїх засобів ураження, а надводні кораблі можуть використовувати комбіновану зброю. Для компенсації помилок у визначенні місця і елементів руху цілі, стрільба з деяких видів протичовнової зброї здійснюється залпом одного або декількох його носіїв.